# Carlo Assonica
Carlo Assonica   (Bèrgam, 1626 - Venècia, 1676) va ser un metge, jurista i escriptor en llengua italiana i llombarda.

## Biografia
Provinent d'una fmília noble originària d'Azzonica, a prop de Sorisole, va formar part, amb tan sols 26 anys, del consell dels rectors de Bèrgam, ciutat que en aquella època formava part de la República de Venècia. Va ser precisament a la ciutat de la llacuna on es va instal·lar l'any 1650, quan va assumir el càrrec de nuntius de la comuna de Bèrgam amb la finalitat de patrocinar els seus interessos i cuidar les seves pràctiques en les oficines de la Serenessima.
Assonica va morir a Venècia, probablement de tifus, l'any 1676.

## Obra
De la producció literària d'Assonica, han arribat alguns manuscrits redactats durant la seva estada a Venècia, com Le vite di cento eretici, Compendio istorico-geografico e topografico di tutto il Regno di Portogallo o Aggiunta alla Guida Geografica di Lodovico Passerone. Però la seva obra més coneguda és, segurament, la traducció que va fer en dialecte bergamesc del poema Jerusalem alliberada de Torquato Tasso, impresa per primera vegada a Venècia l'any 1670 per Nicolò Pezzana sota el títol Il Goffredo poema eroico del Signor Torquato Tasso travestito alla rustica bergamasca dal dottor Carlo Assonica, alla moderna ortografia ridotto i dedicat a la duquesa de Màntua Isabella Clara d'Austria. Posteriorment, Assonica va publicar una segona edició del seu "travestimento" l'any 1674, que seria seguida per una edició veneciana il·lustrada l'any 1678 i una edició realitzada a Bèrgam l'any 1778 pel llibreter Vincenzo Antoine.